# Corbes
Corbes es un despoblado aragonés en el actual término municipal de Grañén, en la comarca de los Monegros, provincia de Huesca. Fue una pardina.

## Historia
Según Agustín Ubieto Arteta, la primera referencia al pueblo es de 1097, recogida en la obra de su hermano Antonio Ubieto Arteta Colección diplomática de Pedro I de Aragón y de Navarra (Zaragoza, 1951). Ahí se documentan las variantes Curbe, Curb y Curve.